# 岡本真夜
岡本 真夜（おかもと まよ、1974年1月9日 - ）は、日本の歌手、シンガーソングライター、作詞家、作曲家、編曲家。ピアニストとしての名義は、mayo（まよ）。
高知県中村市（現：四万十市）出身。身長165cm。

## 略歴
1995年5月10日、シングル「TOMORROW」で徳間ジャパンからシンガー・ソングライターとしてデビュー。同曲は、TBS系連続ドラマ『セカンド・チャンス』の主題歌に起用された。また、その後オリコン集計の累計売上げが約177万枚まで伸び、出荷枚数は200万枚を突破するヒットを記録し、第33回ゴールデン・アロー賞新人賞を受賞した。翌年には、第68回選抜高等学校野球大会の入場行進曲となるなど、岡本は一躍スターダムにのし上がった。
デビュー当初はテレビやラジオ等のメディア露出やライブ活動を行うことは一切なかったが、1995年の『第46回NHK紅白歌合戦』でメディア初出演を果たしている。
その後、「FOREVER」、「Alone」、「そのままの君でいて」「サヨナラ」などのヒット曲をリリースし、シンガー・ソングライターとして確固たる地位を確立した。また、中山美穂や中森明菜、同郷である高知県出身の広末涼子や島崎和歌子などへの楽曲提供、アニメ『ちびまる子ちゃん』のエンディングテーマ「アララの呪文」の作曲や、森永製菓『小枝』のCM曲なども手がけた。一方、エッセイの執筆や写真展の開催なども行っている。
2000年1月にコンサートの美術スタッフの男性と結婚し、同年11月に第一子となる男児を出産した。程なくして音楽活動を休止したが、翌2001年に活動を再開した。
2010年頃、ストレスによるメニエール病を発症し、同時に声が出なくなるという事態にも見舞われた。一時は引退も考えたが、その後完治している。同年、中国・上海万博のPRソング「2010等你来」が、岡本の4thシングル「そのままの君でいて」からの盗作であるという疑惑が、日本と中国の国内で大きな騒動となった（詳細は後述）。これにより思わぬ形で岡本が再注目されることとなり、同曲はリリースから13年を経てシングルチャートのトップ10入りを果たすという異例の快挙も達成した。
2013年、卵巣に直径7cmの「チョコレートのう腫」が見つかり、翌年に手術を受けた。
2015年12月31日、公式ブログにて、2013年に離婚していたことを公表した。
2016年にデビュー20周年を迎えた。それを記念して、3月2日に「mayo」（マヨ）名義でピアニストとしてデビューした。
2022年11月1日、楽曲制作などで自分のスタンスを支持してくれる事務所とスタッフに出会い、岡本側（有限会社ノイ）と「ハップレコーズ合同会社」とのマネジメント業務委託という形で、新たなスタートを切った。
2023年2月、自らプロデュースするアイドルグループ「milk&honey」を立ち上げる。民族ハッピー組のメンバーの多くが参加したが、「関わらせていただけない部分が多く、責任を持てない状況が続いており、当初、グループとしてこういうことはやらないといくつかお約束もさせていただきましたが、それも守ってもらえず」として、同年限りでの関係解消を明らかにした。
2023年11月、デビュー翌年の1996年に発足しデジタル化以降も続いていた公式ファンクラブ「Sun＆Moon」を閉鎖することを発表、同年12月31日をもって閉鎖となった。これまでの公式ホームページも2024年2月1日に閉鎖し、新サイトに移行した。

## 来歴

### 生い立ち
名前の由来は真夜中に生まれたことに因む。
両親の離婚により、生まれて間もない時期に母方の祖父母に引き取られ、養女として育つ。祖父（養父）は警察官、祖母（養母）は教師で、しつけや勉強に厳しかったが愛情を持って育てられた。幼少期に好きだったテレビ番組は『キャンディ・キャンディ』。
小・中学校時代は人見知りする性格だった。小学校高学年の頃、岡本の学校の書類に「養女」と書かれているのを隣の席の男子に見られたことが発端で、家庭環境を理由に中学生頃までいじめを受けた。小学5・6年生の時はバスケットボール部に所属。中学2年生から吹奏楽部に所属した。
小学3年生の頃に祖父母から中古のピアノを買い与えられたのを機に、以後高校1年生の時までピアノ教室に通った。当時は、ショパンやリストでレッスンを積んだ。また、ピアノを弾いている間は嫌なことを忘れることができたことで、いじめも乗り越えている。中学生の頃まで、将来は音大に進んでピアニストになるのが夢だった。
中村市立中村小学校、中村市立中村中学校を卒業後、高知県立中村高校に入学する。

### 歌に興味を持った高校時代
高校1年生の時にラジオでDREAMS COME TRUEの「未来予想図II」を聴き、吉田美和の歌に憧れを持つようになる。それまで歌が嫌いだったが、密かにシンガーになる夢を抱くようになる。これを機にピアノから歌に興味が移り、週に何度もカラオケボックスに通って歌うようになった。
高校2年生時に祖父の仕事の関係で高知市へ転居し、高知県立高知南高校へと編入する。この転校は岡本にとって大きな転機となり、尊敬する多くの友人と出会うことになる。友人の中には、後に「そのままの君でいて」のモチーフとなる親友もおり、彼女とは互いに背格好や性格などが似ており、双子や姉妹に間違われるほどであった。ビーグル38の能勢ヒロシも高校2年生からの同級生で、上京後も友人として交流が続いている。
高校3年生の時に親友らの支えや、また親友の母親から「伝手は有るけど、送ってみる？」と紹介されたこともあり、自身の歌を録音したカセットを、現在も所属する芸能事務所へ送る。その後、返信にて「高校卒業後に東京に来ないか」とスカウトされ、後年のデビューにつながる。スカウトの後、祖父母から芸能界に行くことを猛反対されたがアーティストを目指し、高校卒業後に家出同然で上京した。その後祖父母は、デビュー曲「TOMORROW」がテレビなどで流れるようになったことで、ようやく歌手として生きることに納得したという。

### 上京を経てデビュー
高校卒業後に上京し、事務所に所属するとアルバイト生活をしながら、ボイストレーニングを受けてデビューのチャンスを探った。事務所側から「作詞・作曲を100曲出来たらデビューさせる」という条件を出されたが、それまで作詞・作曲は未経験だった。また、アルバイト生活で楽器を購入する経済的余裕が無かったことから、頭に浮かんだメロディの鼻歌をカセットテープや、自宅の留守番電話へ録音するという方法を思いついた。それらのメロディをパズルのように組み合わせる手法で、自作曲を作り続ける日々を送った。この時期（18歳）に、後年のデビュー曲「TOMORROW」とB面曲「BLUE STAR」が制作されている。
結局、100曲には満たないものの40曲の作曲を成し遂げ、プロデューサーから楽曲を絶賛された。その際、「キャリアがある者が作れないような曲をあっさり出してくる。非常に幅の広い、しかも新鮮な曲です」と、当時のプロデューサーに言わしめたという。これにより、作詞・作曲に徐々に自信を持てるようになる。一方、デビューから5年目のコメントで「初期の作品は未熟で恥ずかしいものが多い」とも語っている。
上京後からデビューまで2年半ほどを要したが、実際はその間にデビューが3回ほど延びており、1995年5月頃に晴れてデビューとなった。元々デビュー曲には5曲候補があり、岡本は「TOMORROW」とは別の楽曲をイチオシとしていたが、プロデューサーの意向により同曲でのデビューが決まった。本人にとって「TOMORROW」がデビュー曲に決まったことや発売後に大ヒットしたことは予想外だったという。

### 新人時代の葛藤
岡本は本来バラードを歌いたくてシンガー・ソングライターを目指していた。「TOMORROW」も当初ミディアムバラードとして制作したが、タイアップとなったドラマ『セカンド・チャンス』側の要望を受けて、アップテンポで曲調も変えてのリリースとなった。同曲のヒットにより岡本の名は一挙に広まっるも、本人が思う“岡本真夜”のイメージとは異なるアップテンポの曲調で持て囃され、この違和感を受け入れるのに数年かかったという。
「TOMORROW」の大ヒットを受け、事務所やレコード会社から、セカンドシングルも応援歌的な楽曲を作るよう指示された。“本当はバラードを歌いたいのにな”との思いもあり、事務所の意向に沿う曲作りに苦労しながら「FOREVER」をリリースする。しかし、その間にアーティストとして活動したい岡本と、ヒット路線を狙う事務所との間で溝が深まったという。
このため事務所に契約解除を申し出たが、後日裁判にまで発展するトラブルとなった。その後レコード会社社長の擁護により、事務所側と和解した。程なくして個人事務所を設立したが、その後“岡本真夜”の名を利用したい人物や金儲けのために寄ってくる人物などが数人現れたため、一時は人間不信にも陥ったという。1996年、サードシングル「Alone」で念願だったバラード曲をリリースした。

### 盗作被害騒動とその影響
2010年4月、上海万博のPRソング「2010等你来」Right Here Waiting for You 2010が、岡本の「そのままの君でいて」に酷似しているとして話題となった。台湾より盗作疑惑の声が挙がり、その後、中国国内にも広がり非難の声が挙がった。世界各国のマスコミでも報道されている。日本国内でニュース等で盗作疑惑が報道されてから数日後の2010年4月19日、岡本自身が「上海万博」実行委員会からの当該楽曲の条件付き使用申請を受諾し、一段落したとの一部報道があった。しかしその後、「2010等你来」を作曲したとする繆森が盗作を否定し膠着状態となった。
岡本側は騒動発生後も声明を発していなかったが、2010年6月18日放送分の『中居正広の金曜日のスマたちへ』内で、本当の自分の気持ちをファンの皆に伝えるために「そのままの君でいての本当の真実」として初めて胸の内を語った。
また、この騒動の影響で岡本への注目が高まり、2010年5月14日には『ミュージックステーション』に騒動以来初めて出演し、「そのままの君でいて」を披露した。この後も、他の音楽番組に出演し、同曲のほか「TOMORROW」「I believe」等を披露している。
同曲は高校時代の親友を応援すべく制作された楽曲だが、その親友は26歳で死去している。その後、2010年頃に発症したメニエール病で岡本が引退を考えていた同時期に、この騒動が勃発した。2つの時期が重なったことを受けて本人は、「親友が『そのままの君でいて』を通じ、天国から応援してくれているに違いない」と受け止め、引退を思い留まっている。

### ピアニストとしてデビュー
2011年に東日本大震災後の被災地でのイベントライブに参加したところ、「もっとピアノを弾きたい」と思案するようになる。これを機にピアニストとしての活動を目指すが、それまで長年ピアノからは離れていた。そのため技術面での自信がなく、ピアノ教師にレッスンを受けた末、2016年にピアニストとしてもデビューした。ピアノ楽曲の制作については、岡本は譜面を書くのも読むのも苦手なため、基本的に自分の中に浮かんだメロディを頭の中で弾き、自信がない箇所は自分にだけ分かる記号でメモ書きをするというスタイルで作曲している。国府弘子からは、「本当に心のあるピアノを弾く人。作詞作曲のセンスもすごい」と評されている。。

## 人物

### 家族

#### 祖父母、実の両親
祖父は警察官を退職した後、事業に失敗したり詐欺に遭うなど様々な人生経験をした。祖母からの言葉で一番嬉しかったのは、デビュー10周年の時に電話で「よく頑張ってきたね」と労われたことと述べている。祖父は2007年に死去し、祖母は2022年に100歳で死去した。岡本によると、祖母は岡本を教師にさせたかったらしく、子供の頃は直接勉強を教えてくれたものの、岡本自身は勉強が苦手だった。
祖母は90歳を過ぎた頃から入退院を繰り返したこともあり、叔母に世話を頼んでいた。2018年にリリースした『Mother ～あなたに花束を～』は、当時存命だった“おかあさん”（祖母）を想って作曲したものである。祖母の誕生日が10月15日であることから、2018年の夏から毎月15日に花を贈るようになる。祖母は花を贈られたことを喜び、1日中手に持っており、枯れた花を叔母が処分しようとしても拒否するほど大切にしていたという。
実の両親とは幼少期に年に1度面会していたが、その後実母は音信不通となった。実父とは、以後も年に1度、誕生日の時だけメールを送る仲とのこと（2023年7月現在）。

#### 私生活
前述の通り、2000年1月にコンサートの美術スタッフの男性と結婚し、同年11月には長男が誕生したが、2013年に離婚している。以後一児のシングルマザーとして息子を育てた。息子との親子関係は友人に近く、岡本は帰宅後に仕事のことも含めて「今日こういうことがあって…」と友人のように何でも話していた。
元夫とは、長男が20歳になるまでは年に1回は3人で食事に行く関係を保っている。また2015年現在、元夫の両親も岡本のライブに毎回顔出している。長男は2019年4月に大学進学のため家を出ており、現在はひとり暮らしをしている。チワワの"シド"、マンチカンの"こしあん"を飼っている。長男とシドは仲が良く、彼が家を出る時も連れて行きたいと思っていたほどで、毎日のようにシドの写真を送っているとのこと。
過去には、1998年から雌のヨークシャーテリア"のん"、その息子の"ぷー"を飼っていた。奇しくも、のん・ぷー共に名古屋でのライブの前日に岡本の腕の中で息を引き取っている。その為、現在も名古屋でのライブの際は2匹のことを思い出すと述べている。
長年犬派であったが、2017年にウィリアムス浩子の自宅を訪れた際、初対面の岡本の手に顎を乗っけて眠るほど人懐っこいロシアンブルーと出逢ったことで、それまで抱いていた「自由気ままでわがまま」という猫へのイメージが一変した。それ以降「猫も良いな」と考えるようになり、猫ブリーダーのサイトを毎晩眺めるうち、前述のこしあんの写真を見て一目惚れし、息子に無断で連れて返ってきたという。

### 人物像
性格について本人は、「とにかくマイペースなところか私の長所であり短所。どちらかと言うと男っぽい性格だと思います」と自己評価している。また、「世間からは“レースのカーテンのある部屋で紅茶を飲んでいそう”とか“フランス映画ばかり見ていそう”とかよく言われますが、全くそんなことないです(笑)」と語っている。
飲み仲間の島崎和歌子からは、「真夜ちゃんはまさに“はちきん”（土佐弁で『自立心の強い女性』の意味）。肝っ玉があるというか、大変なことがあっても全然めげずに自分の好きな道を行く所は、やっぱり高知の女性だなと思います」と語っている。さらに「最初会うまでは大人しい人なのかなと思っていたのですが、実際に会ってみたら明るくて社交的で、それまで見ていたアーティスト“岡本真夜”のイメージと普段の彼女とのギャップが結構ありました」と回想している。
親交があるジャズピアニストの国府弘子は、岡本の人柄について以下のように語っている。「物静かで聞き上手なんですけど、決断力と行動力に至っては私の想像を遥かに超えるぐらいあります。また、真夜さんは人生を素敵に楽しむコツを知っている人。私の方が年上なのに、いつも彼女を頼りにしています」。
大人しい若しくは優しいとのイメージがあるが、電話等は長電話する上、プライベートでは賑やかだと語っている。

### 音楽活動
音楽では、土佐っ子譲りの頑固で「音符や言葉の一つ一つが自分から生まれた子どもみたいなもの。我が子を世に送り出すのと同じで、ハンパなことはできません」と語っている。そのため、スタッフと意見が衝突する事もある。基本的に、自分の作品を他人に1文字1単語でも勝手に変えられるのは嫌いで「これを変えられたら岡本真夜の曲じゃなくなる、それならその曲は歌わない」とも述べている。一方、2019年、岸谷香・森高千里と共にゲスト出演した「ミュージックフェア」で「今ではタイアップ先などの要望にも柔軟に対応できるようになった」と発言している。
曲作りについて、曲は頭の中にパッと浮かんだものを形にしている。歌詞は日常生活や友達との何気ない会話から生まれることが多いが、実体験から詞が生まれることは少ないとのこと。
カメラの被写体になることが苦手なこともあり、デビュー当初は本人の希望で顔出しNGにしていた。デビュー曲「TOMORROW」のCDジャケット写真は目から下のみが映っているデザインとなっており、テレビ番組への出演もしなかった。雑誌などの取材は受けていたが、掲載する写真はその場では撮影せず、毎回事務所が事前に用意したアーティスト写真を使用していた。
ある時期に偶然、「大好きな彼が病気で天国に逝ってしまった」「愛する夫を病気で亡くした」という似た内容のファンレターが2通同時に届いた。岡本はこれらのファンレターの送り主に何か出来ないかと思案する。やがてその内容を題材にした楽曲「この星空の彼方」を制作し、送り主であるファンへエールを送った。
東日本大震災の被災者への義援金の案内やチャリティーコンサート等を長期的に行っている。アルバム「Tomorrow」は、売り上げの一部を義援金として寄付したいというコメントが岡本自身から発表された。他にも台風被害を受けた保育所に支援品を贈るなどしている。

### 趣味
趣味は写真撮影。CDジャケット等で所持しているカメラは自前である。個展を開催した経験がある他、ブログ等でも自身が撮影した写真等を公開している。
デビューから1年ほど経った頃、ロケで行ったパリで、1組の外国人カップルが楽しそうにカフェで会話しているところを見つけ、カメラのシャッターを押した。「帰国後に現像した写真を見てびっくりしました。女性の顔が、まるで別れ際のように切ない表情だったからです」と感じ、写真を眺めているうちに頭の中でバラードのメロディーが浮かんできたという。瞬間を切り取った写真と、そこから生まれた歌もある事からカメラの面白さに嵌り、常にカメラを持ち歩くようになった。カメラは十数台所持しており、最も思い入れが強いのは中古で購入したインスタントカメラで、モノクロフィルムで撮影することが多く、詞やメロディーが生まれるのも、モノクロ写真の方が「カラーよりも、自分の色やイメージに染めやすい」と語っている。基本的にはデジタルカメラは便利だがフィルムカメラの味わいが出ないと語り、撮りためた写真も岡本には宝物で「旅の思い出、友達との時間、生きてきた証し、そうしたものが写真1枚1枚に詰まっているんです」とも語っている。
雑貨作りも好み、アクセサリーやバッグやぬいぐるみ等を作る一面も持ち合わせている。長男のカバン等を手作りする際に生まれた楽曲も存在する。バッグやぬいぐるみは、ファンへプレゼントしたり、自身が作ったアクセサリーやポーチなどを材料費同然の低価格で販売することもある。
度々、映画も鑑賞するほか、サッカー観戦も好む。

### 故郷
デビュー当時は作曲や作詞に煮詰まる事があると高知に帰省し、友人と存分に遊ぶことでリフレッシュしていた。帰省時は高校時代の同級生が集まり歓迎してくれるとのこと。デビュー当時は「いつか高知でもコンサートを」開催することも目標としていた。2010年8月には地元高知の「よさこい祭り・前夜祭」でシークレットゲストとして凱旋ライブを決行した。2018年12月、高知県観光特使に就任した。

### 芸能界の友人
- 千秋
  - 岡本の手料理を食べたり一緒に遊ぶなどしている。毎日のように遊んでいた時期も存在するほど。性格はまったく違うが気が合うとのこと。2人でインテリア談義をするのが好きだと千秋はブログで書き込んでいる。
- 能勢ヒロシ（ビーグル38）
  - 高知県立高知南高校2年生からの同級生で、現在も東京で数人規模の同窓会を開催している。岡本には珍しく男性の友人である。
- 島崎和歌子
  - 同郷の縁で、お互いに20代前半の頃に出会ってすぐに友人となる。以降は時折2人で呑みに行っている[3]。2009年1月28日に島崎がリリースしたシングル「Happy Life 〜明日に向かって〜」は、岡本による書下ろしである。1歳年上で年齢も近い事もあり、岡本の癖や行動を良い意味で指摘してくれる人物でもあるとのこと。
- 西村由紀江
  - 共通の趣味友達であり、サッカー観戦で意気投合した。以前からの知り合いである。
- 岩崎宏美
  - 「手紙」を楽曲提供している。岡本の上海万博PRソング盗作問題で「冗談じゃない！」と、怒りのコメントを発している。
- 中山美穂
  - 1996年に「未来へのプレゼント」を楽曲提供し、コラボレーションをしている。中山がフランスに在住した時期には彼女の元を訪ねることもあり、そのことは岡本のブログや中山のエッセイで綴られている。2024年12月に中山が急遽した際は、X上にて追悼のコメントを掲載している[33]。
- 相川七瀬
  - 岡本と同じ1995年にデビューしており、相川の誕生日パーティーにも招待される友人の1人である。2014年に「桜舞い降りる頃、涙色」で楽曲提供し、コラボレーションを果たしている。
- 華原朋美
  - 相川同様、デビューは同じ1995年である。
- 国府弘子（ジャズピアニスト）
  - 親しい友人の1人で、音楽活動で岡本とステージで共演したり、プライベートで女子会を開いたり、大晦日や誕生日を一緒に過ごしている[3]。

### 尊敬する人物・アーティスト
- DREAMS COME TRUE
  - DREAMS COME TRUEに憧れて歌手になったと話している。吉田美和の前に立つと今でも緊張すると述べている。
- 竹内まりや
  - 結婚後の理想のスタイルについて、「元々、理想のスタイルは例えば竹内まりやさんのように、家庭を大切にしつつの活動だったんです。私らしい速度で音楽を作り続けていけたらいいな｣と岡本本人が語っている。
- 高知県立中村高等学校の担任教諭
  - 岡本の恩師、岡本が進路相談をした時に「歌手になりたい」と話している。担任教諭は「この子は何を考えているんだ」と思ったと話している。TBS系ドラマ『セカンド・チャンス』を見た時「家族全員で正座して見た」とも語っている。現在も手紙や電話で時折連絡を取り合っている。

## ディスコグラフィ

### シングル
| No. | 発売日         | タイトル                                       | C/W曲                                                                                                | 備考 |
| --- | -------------- | ---------------------------------------------- | --- | --- |
| 1   | 1995年5月10日  | TOMORROW                                       | BLUE STAR                                                                                            | M-1 TBSテレビドラマ『セカンド・チャンス』テーマソング |
| 2   | 1996年2月12日  | FOREVER                                        | サヨナラなんて言えないから                                                                           | M-1 東映配給映画「お日柄もよくご愁傷さま」主題歌／TBSテレビドラマ『お日柄もよくご愁傷さま』主題歌／TBSテレビ 情報番組『笑顔がいちばん!』テーマソング（2000年4月〜2004年3月） |
| 3   | 1996年11月5日  | Alone                                          | もっと笑ってよ                                                                                       | M-2 大塚食品「MATCH」CMソング |
| 4   | 1997年1月16日  | そのままの君でいて                             | ANNIVERSARY                                                                                          | M-1 信用金庫「SHINKIN BANK」イメージソング／ TBSテレビ『帰って来たセカンドチャンス』挿入歌                                                                                   |
| 5   | 1997年3月5日   | 泣けちゃうほど せつないけど                    | Will…〜未来へのプレゼント〜 (Acoustic Version)                                                       | M-1 テレビ朝日系アニメ『キューティーハニーF』エンディングテーマ M-2 中山美穂への提供曲のアコースティックアレンジ・セルフカバーバージョン                                     |
| 6   | 1997年11月19日 | サヨナラ                                       | 星空の散歩道                                                                                         | M-2 TBSテレビ『情報!もぎたてサラダ』テーマソング |
| 7   | 1998年2月25日  | 大丈夫だよ                                     | 悩んでないでLet's Go!デス                                                                            | M-1 テレビ朝日『ビートたけしのTVタックル』エンディングテーマ M-2 「全国信用金庫協会」CMソング                                                                                |
| 8   | 1998年4月16日  | 想い出にできなくて                             | 会いたくて 〜Acoustic Version〜                                                                      | M-1 TBSテレビ『噂の!東京マガジン』エンディングテーマ M-2 石井聖子への提供曲のアコースティックアレンジ・セルフカバーバージョン                                                |
| 9   | 1998年11月18日 | Everlasting                                    | 銀色の週末 〜Ambient Version〜                                                                       | M-1 クラフト「カマンベール入り6Pチーズ」CMソング |
| 10  | 1999年2月10日  | 宝物                                           | 宝物 Spiritual Track                                                                                 | M-1 TBSテレビドラマ『ママチャリ刑事』主題歌 |
| 11  | 1999年7月7日   | この星空の彼方                                 | Help me II この星空の彼方 〜Acoustic Version〜                                                       | M-2 トヨタ自動車「NOAH〜パペポピ Version〜」CMソング |
| 12  | 2001年12月21日 | ハピハピ バースディ/愛しい人よ 〜remember me〜 | - | M-1 NHKテレビ『みんなのうた』／茨城放送「お誕生日おめでとう」テーマ曲 M-2 ドラゴン・フィルム配給映画『リメンバー・ミー』イメージソング                                       |
| 13  | 2002年3月13日  | Dear…                                          | Dear… (crystal forest version) vanity                                                                | M-1 ビオフェルミン製薬「新ビオフェルミンS」CMソング |
| 14  | 2003年1月22日  | Life                                           | rhym 〜自由の楽園〜 a flood of tears 080902                                                          | M-1 「JAバンク」CMソング M-2 小学館月刊『テレパル エフ』CMソング |
| 15  | 2003年3月19日  | 愛という名の花                                 | Happy Happy Birday silence 122602 愛という名の花 ～LFラジオ・チャリティー・ミュージックソンVersion～ | M-1 「JAバンク」CMソング M-4ニッポン放送「第28回ラジオ・チャリティ・ミュージックソン」イメージソング                                                                         |
| 16  | 2005年1月13日  | かけがえない人よ                               | 空                                                                                                   | - |
| 17  | 2005年4月20日  | 美しき人                                       | 君が涙                                                                                               | - |
| 18  | 2005年11月30日 | いつかきっと                                   | LaLaLa…                                                                                              | M-1 ウォルト・ディズニー映画『チキン・リトル』日本語吹替版エンディングテーマ M-2 森永チョコレート「小枝」CMソング                                                            |
| 19  | 2006年10月25日 | 同窓会〜Dear My Friends〜                      | 太陽の花 ～どんなときでも 寂しい夜でも～                                                             | M-1 TBSテレビ『噂の!東京マガジン』 エンディングテーマ M-2 NTT DoCoMo CMソング                                                                                                |
| 20  | 2008年8月6日   | Destiny                                        | Lalumiere～hi・ka・ri～ Sunset, so sweet Destiny (piano version) feat.倉本裕基                       | M-1 テレビ東京系ドラマ『新・上海グランド』日本語版主題歌 |
| 21  | 2020年3月4日   | 旅人よ                                         | 離れていても                                                                                         | M-1 歴史シミュレーションゲーム『三國志14』エンディングテーマ曲 |
| 22  | 2022年12月8日  | カナリア                                       | | M-1 映画『レッドシューズ』主題歌 |

#### 幻のシングル
ベストアルバム『MAYO OKAMOTO BEST RISE I』初回限定プレス盤封入のアンケート応募ハガキによると、2000年6月28日に、「KEEP ON GOING!」（c/w「キスよりも深く イチゴより甘く」）という12cmマキシシングルが発売されると明記されていた。実際には、販売に至っていない。

#### ファンクラブ入会記念シングル
かつて運営されていたファンクラブ「SUN & MOON」では入会特典として、限定シングルがプレゼントされていた。どちらも非売品で、一般販売されているCDには収録されていない音源である。
- ANNIVERSARY ～Acoustic Version～ (初期, 8cmCD）
- 明日へ ～Acoustic Version～ (12cmCD)

なお紙の会報廃止後のデジタルファンクラブ化以降は入会記念シングルの特典はなくなり、前述の通りファンクラブ自体も2023年12月31日をもって閉鎖となった。

### スタジオ・アルバム
| No. | 発売日         | タイトル                 | 備考 |
| --- | -------------- | ------------------------ | ---- |
| 1   | 1995年6月10日  | SUN&MOON                 | -    |
| 2   | 1996年3月16日  | Pureness                 | -    |
| 3   | 1997年3月5日   | Smile                    | -    |
| 4   | 1998年4月29日  | Hello                    | -    |
| 5   | 1999年8月4日   | 魔法のリングにkissをして | -    |
| 6   | 2002年3月20日  | Dear…                    | -    |
| 7   | 2005年5月18日  | 再会〜君に綴る〜         | -    |
| 8   | 2006年12月6日  | Soul Love                | -    |
| 9   | 2008年10月29日 | seasons                  | -    |
| 10  | 2010年11月10日 | Close To You             | -    |
| 11  | 2012年3月7日   | Tomorrow                 | -    |

mayo 名義
| No. | 発売日       | タイトル        | 備考                                                        |
| --- | ------------ | --------------- | ----------------------------------------------------------- |
| 1   | 2016年3月2日 | always love you | 収録曲「always love you」は映画『夢二〜愛のとばしり』主題歌 |
| 2   | 2018年3月7日 | Good Time       | 収録曲「Good Time」はTBS系列『ひるおび!』エンディングテーマ |

### ミニ・アルバム
| No. | 発売日         | タイトル                           | 備考 |
| --- | -------------- | ---------------------------------- | ---- |
| 1   | 1998年12月9日  | Crystal Scenery                    | -    |
| 2   | 2006年1月25日  | Wonderful Colors                   | -    |
| 3   | 2009年5月27日  | Crystal Scenery II                 | -    |
| 4   | 2009年11月25日 | Crystal Scenery III Selfcover Best | -    |
| 5   | 2016年7月6日   | Love Story                         | -    |
| 6   | 2018年10月10日 | Happy Days                         | -    |
| 7   | 2019年7月31日  | 笑顔のおまじない                   | -    |

### ベスト・アルバム
| No. | 発売日                                              | タイトル                                                             | 備考                                          |
| --- | --------------------------------------------------- | -------------------------------------------------------------------- | --------------------------------------------- |
| 1   | 2000年5月31日                                       | MAYO OKAMOTO BEST RISE 1                                             | 初回限定盤のみ「Alone ～AOR Version～」を収録 |
| 2   | 2003年10月22日                                      | もう一度 あの頃の空を…                                               | -                                             |
| 3   | 2010年5月26日                                       | My Favorites                                                         | -                                             |
| 4   | 2015年8月5日                                        | 岡本真夜 20th Anniversary All Time Best 〜みんなの頑張るを応援する〜 | 20周年記念企画第一弾                          |
| 5   | 2020年5月13日（通常盤） 2020年6月10日（初回限定盤） | 岡本真夜25th Anniversary BEST ALBUM〜Thanks a million〜              |                                               |

### 配信限定楽曲
1. 君が笑顔でありますように（2009/05/01）
  - 君が笑顔でありますように：『MUSIC TREE』応援ソング, 1ダウンロードにつき10円が森を守り育てる環境活動団体「more trees」に寄付された[36]。（現在は配信終了）

### VHS・DVD
1. Pureness '96(1996/8/21)
2. Mayo Okamoto Smile Tour '97(VHS)(1997/9/19)
3. Mayo Okamoto Smile Tour '97(DVD)(2000/6/28)
4. Mayo Okamoto Hello Tour '98(VHS)(1998/10/21)
5. Mayo Okamoto Hello Tour '98(DVD)(2000/6/28)
6. Mayo Okamoto Tour '99 〜魔法のリングにkissをして(2000/4/5)
7. Mayo Okamoto Tour 2000 〜RISE〜(2001/11/8)
8. Mayo Okamoto Dear…2002 (DVD) (2002/10/30)
9. Mayo Okamoto LIFE Tour 〜2003〜 (DVD) (2003/10/22)
10. Mayo Okamoto Clip 1995〜1998(2002/4/3)
11. Mayo Okamoto Clip 1998〜2002(2002/4/3)
12. J:COM Presents 岡本真夜「Story&scene~時間旅行~」(2015/5/10)
13. Mayo Okamoto 20th anniversary Tour～君だけのStoryがここに～(2016/3/2)

## 楽曲提供
| 歌手名                           | 曲名                                               | 収録                                                           | 年   | 作詞               | 作曲                           | 編曲                             | セルフカバー                                                            |
| -------------------------------- | -------------------------------------------------- | -------------------------------------------------------------- | ---- | ------------------ | ------------------------------ | -------------------------------- | ----------------------------------------------------------------------- |
| 相川七瀬                         | 桜舞い降りる頃、涙色                               | シングル「桜舞い降りる頃、涙色 feat.mayo」                     | 2014 | 相川七瀬           | 岡本真夜                       | 渡辺篤弘                         | シングル「桜舞い降りる頃、涙色 feat. mayo」カップリング                 |
| 石井聖子                         | ANNIVERSARY                                        | シングル「ANNIVERSARY」                                        | 1996 | 岡本真夜           | 岡本真夜                       | 十川知司                         | シングル「そのままの君でいて」カップリング                              |
| 石井聖子                         | 会いたくて                                         | シングル「会いたくて」                                         | 1997 | 岡本真夜           | 岡本真夜                       | 十川知司                         | シングル「想い出にできなくて」カップリング                              |
| 石井聖子                         | With you                                           | シングル「With you」                                           | 1997 | 岡本真夜           | 岡本真夜                       | 十川知司                         | アルバム『Hello』                                                       |
| 岩崎宏美                         | 手紙                                               | シングル「手紙」                                               | 2004 | 岡本真夜           | 岡本真夜                       | 青柳誠                           | アルバム『Wonderful Colors』                                            |
| 岩崎宏美                         | 10年目のLove Letter                                | アルバム『PRESENT for you * for me』                           | 2018 | 岡本真夜           | 岡本真夜                       | 上杉洋史（ピアノ編曲：mayo）     | -                                                                       |
| 上原多香子                       | いつだって君がいる                                 | アルバム『départ〜takako uehara single collection〜』          | 2007 | 岡本真夜           | 岡本真夜                       | 西垣哲二・岡本真夜               | アルバム『seasons』                                                     |
| 島崎和歌子                       | Happy Life 〜明日に向かって〜                      | シングル「Happy Life 〜明日に向かって〜」                      | 2009 | 岡本真夜           | 岡本真夜                       | 市川淳                           | アルバム『Tomorrow』                                                    |
| 島崎和歌子                       | 高知家の唄                                         | 配信限定                                                       | 2013 | カツオ人間         | 岡本真夜                       | （非公表）                       | -                                                                       |
| 鈴木哲彦                         | CRAZY FOR YOU                                      | アルバム『OPERA』                                              | 1997 | 岡本真夜           | 鈴木哲彦                       | 十川知司                         | -                                                                       |
| 辻本祐樹                         | Let me go!! 〜あの日の子供達に笑われてボクは行く〜 | シングル「Let me go!! 〜あの日の子供達に笑われてボクは行く〜」 | 2002 | 宮田和弥           | 岡本真夜                       | 西脇辰弥                         | -                                                                       |
| まる子(TARAKO) with 爆チュー問題 | アララの呪文                                       | シングル「アララの呪文」                                       | 2004 | さくらももこ       | 岡本真夜                       | 松原憲                           | アルバム『Mayo Okamoto 20th anniversary Tour～君だけのStoryがここに～』 |
| 中森明菜                         | Rain                                               | アルバム『I hope so』                                          | 2003 | 岡本真夜           | 岡本真夜                       | 武部聡志                         | アルバム『Close To You』                                                |
| 中山美穂 with Mayo               | 未来へのプレゼント                                 | シングル「未来へのプレゼント」                                 | 1996 | 岡本真夜・中山美穂 | 岡本真夜                       | 十川知司                         | アルバム『Smile』                                                       |
| 波瑠                             | I Miss You                                         | シングル「I miss you / Message 〜明日の僕へ〜」                | 2008 | 岡本真夜           | 岡本真夜                       | 岩瀬聡志                         | アルバム『seasons』                                                     |
| 波瑠                             | Message 〜明日の僕へ〜                             | シングル「I miss you / Message 〜明日の僕へ〜」                | 2008 | 岡本真夜           | 岡本真夜                       | 岩瀬聡志                         | アルバム『Tomorrow』                                                    |
| 広末涼子                         | 大スキ!                                            | シングル「大スキ!」                                            | 1997 | 岡本真夜           | 岡本真夜                       | 藤井丈司                         | アルバム『Hello』                                                       |
| 広末涼子                         | なんてったって今日はクリスマス!                    | アルバム『ARIGATO!』                                           | 1997 | 岡本真夜           | 岡本真夜                       | 藤井丈司                         | -                                                                       |
| 広末涼子                         | 明日へ                                             | シングル「明日へ」                                             | 1999 | 岡本真夜           | 岡本真夜                       | 有賀啓雄                         | アルバム『魔法のリングにkissをして』                                    |
| 平原綾香                         | 未送信の恋                                         | アルバム「LOVE」                                               | 2016 | 岡本真夜           | 岡本真夜                       | 坂本昌之                         | ミニアルバム『Love Story』                                              |
| 星井七瀬                         | 神様 これって恋?                                   | シングル「神様 これって恋?」                                   | 2004 | 岡本真夜           | 岡本真夜                       | 清水信之                         | -                                                                       |
| 宮地真緒                         | 早花咲月 〜さはなさづき〜                          | シングル「早花咲月 〜さはなさづき〜」                          | 2004 | 岡本真夜           | 岡本真夜                       | 武部聡志                         | アルバム『Close To You』                                                |
| ユンナ                           | 願いはひとつ                                       | アルバム『Go! Younha』                                         | 2005 | 岡本真夜           | 岡本真夜                       | 森俊之                           | ミニアルバム『Love Story』                                              |
| 米倉千尋                         | 星になるまで                                       | シングル「星になるまで」                                       | 2004 | 岡本真夜           | 岡本真夜                       | aqua.t                           | アルバム『Wonderful Colors』                                            |
| Tiara                            | My best friend                                     | アルバム『Message for you』                                    | 2010 | 岡本真夜           | 岡本真夜                       | MANABOON (TinyVoice, Production) | アルバム『Close To You』                                                |
| Tiara                            | 初恋                                               | アルバム『Emotion』                                            | 2013 | 岡本真夜           | 岡本真夜                       |                                  | ミニアルバム『Love Story』                                              |
| クレンチ&ブリスタ with Mayo      | Alone 〜君に伝えたくて〜                           | シングル「Alone 〜君に伝えたくて〜 with MAYO」                 | 2009 | 岡本真夜           | 岡本真夜                       | EIGO                             | （岡本自身が歌唱参加している）                                          |
| 沢田知可子                       | 百年の恋                                           | アルバム『こころ唄~BEST&COVER 30~』                            | 2017 | 岡本真夜           | 岡本真夜                       | 岡本真夜                         | ミニアルバム『Happy Days』                                              |
| 牧野由依                         | song for you                                       | ミニアルバム『WILL』                                           | 2018 | 岡本真夜           | 岡本真夜                       | 上杉洋史                         | ミニアルバム『Happy Days』                                              |
| AiM                              | 離れていても                                       | シングル「離れていても」                                       | 2020 | 岡本真夜           | 岡本真夜                       | 黒川陽介                         | シングル「旅人よ」カップリング                                          |
| 岡本知高                         | 一輪の笑顔                                         | 配信限定                                                       | 2008 | 岡本真夜           | 織田哲郎                       | 織田哲郎                         | -                                                                       |
| ローラ・チャン                   | Lonely Girl～君とリンクしたい～                    | 配信限定                                                       | 2010 | 岡本真夜           | 岡本真夜                       |                                  | -                                                                       |
| おもてなし武将隊JAPAN            | 羽よ、魂となれ。                                   | シングル「空/羽よ、魂となれ。」                                | 2012 | Satomi             | 岡本真夜                       | 坂本サトル・安部潤               | -                                                                       |
| DJみそしるとMCごはん             | 夏とセンパイなんです                               | アルバム『味の向こう側 〜入り口〜』                            | 2016 | かせきさいだぁ     | 岡本真夜・DJみそしるとMCごはん |                                  | -                                                                       |
|                                  | 光                                                 |                                                                | 2020 | 岡本真夜           | 岡本真夜                       | 西垣哲二                         | -                                                                       |
| milk & honey                     | DA・DA・DA                                         | シングル「DA・DA・DA」                                         | 2023 | 岡本真夜           | 岡本真夜                       | 西垣哲二                         | -                                                                       |
| Le☆S☆Ca                          | cross road                                         | ミニアルバム『グローイング』                                   | 2023 | 岡本真夜           | 岡本真夜                       | Akki                             | -                                                                       |

## 参加作品
- 福田典之「シャンプーと君と恋する季節」(1995/11/25)
- 21世紀への贈りもの 〜OFF COURSE Melodies〜 (1999/11/10)

「愛を止めないで」 作詞・作曲：小田和正
- 稲垣潤一 - 男と女2 (2009/10/28)

「真夏の夜の夢」 作詞・作曲：松任谷由実、（稲垣潤一とのデュエット）
- 相川七瀬 - 桜舞い降りる頃、涙色 feat.mayo (2014/3/5)

「桜舞い降りる頃、涙色 feat.nanase」 作詞：相川七瀬・作曲：岡本真夜
- 松本英子 - 祈り灯／おもいで（2015/3/21）

「おもいで」 ※ゲストピアニスト
- 麻布ハレー (2017/3/1)

「ほうき星」（mayo名義） ※松久淳、田中渉による小説「麻布ハレー」とのコラボレーションCD「AZABU HALLEY」に収録。

## バックコーラスとして参加した曲
- 千聖「falling over you」

## ユニット
- 成田有里恵と女性ヴォーカルユニット「Love Cupids」（ラブキューピッツ）を結成。1997年4月18日、シングル「春が来た[注 18]」をリリース。

## 他のアーティストによるカバー
- misono

4th Single「ラブリー♡キャッツアイ」（2006/11/1）に『TOMORROW』収録。
- タイナカサチ

9th Single「また明日ね/code」（2008/10/22）に『TOMORROW』収録。
- 今井ゆうぞう

カバーアルバム『君と歩いた時間』（2010/5/19）に『TOMORROW』収録。
- 稲垣潤一duet with 玉城千春 from Kiroro

デュエットカバー・アルバム『男と女3 -TWO HEARTS TWO VOICES-』（2010/9/29）に『TOMORROW』収録。
- 天海春香（声：中村繪里子）

アルバム『THE IDOLM@STER ANIM@TION MASTER 生っすかSPECIAL 04』（2012/10/17）に『TOMORROW』収録。
- 倖田來未

カバーアルバム『Color the Cover』（2013/2/27）に『Alone』収録。
- Ms.OOJA

カバーアルバム『WOMAN 2 ~Love Song Covers~』（2014/11/26）に『Alone』収録。

## 出演

### ラジオ
- 岡本真夜 SEVEN Spirits Radio Tomorrow  （JFN、2012年4月15日 - 放送終了）
- 岡本真夜 あの頃ミュージック（新潟放送、山梨放送、信越放送、静岡放送、西日本放送、山口放送、長崎放送、大分放送、四国放送、IBC岩手放送、東北放送、山陽放送、山陰放送、北海道放送、福井放送、熊本放送、ラジオ大阪、茨城放送、北陸放送　2019年7月 - 2019年9月）
- 岡本真夜 明日ハレルヤ!（山口放送、ぎふチャン、西日本放送、長崎放送、新潟放送、栃木放送、四国放送、秋田放送、高知放送、茨城放送、福井放送、山陽放送、静岡放送　2019年10月 - 2021年3月）

### ドラマ
「パンダが街にやって来る」第5回出演（毎日放送：2008/12/1放送） 役：ラジオ出演の歌手「岡本真夜」役

### NHK紅白歌合戦出場歴
| 年度/放送回              | 回 | 曲目     | 出演順 | 対戦相手 |
| ------------------------ | -- | -------- | ------ | -------- |
| 1995年（平成7年）/第46回 | 初 | TOMORROW | 09/25  | 小沢健二 |

注意点
- 出演順は「出演順/出場者数」で表す。